# 빚진자들선교회
빚진자들선교회(Debtors to Saviour Mission, DSM)은 1981년 5월 대한민국에서 창립된 개신교 선교단체이다. 본부는 전북특별자치도 완주군에 있으며, 서울특별시를 비롯하여, 전라북도 전주시, 광주광역시, 전라남도 순천시, 전북특별자치도 익산시, 부산광역시에 지구를 두고 있으며, 대구광역시, 인천광역시, 대전광역시, 전라북도 군산시에도 지부를 두고 있으며, 선교사도 파송하고 있다. 타문화권 선교, 직장 선교를 표방하며 특히 캠퍼스 사역에 주로 집중하고 있다. 2025년 현재 대표간사는 국병창 목사이다. 말씀문단암송과 기도운동을 펼치며 꾸준히 부흥하고 있다.

## 명칭
현재 사용되는 빚진자들선교회라는 명칭은 헬라인이나 야만이나 지혜있는 자나 어리석은 자에게 다 내가 빚진자라(롬 1:14)는 말씀에서 유래되었다.
설립 초기 독실선교회, 해외선교연구회라는 명칭을 사용했으나 영문 명칭 DSM은 초창기부터 사용해오고 있다.

## DSM 3대 목표
1. 한국 및 온 세계의 캠퍼스 복음화
2. 모든 직장에서의 제자 양육
3. 타문화권 선교사 훈련과 파송